# گاواژ
گاواژ (به انگلیسی: nasogastric tube or NG tube) به معنای تغذیه و واردکردن مایعات غذایی از راه لوله به معده است. یکی از مصارف این لوله، تغذیه بیمارانیست که قادر به تغذیه از راه دهانی نیستند.

## گاواژ بیماران از طریق سوند معده
تغذیه بیماران کمایی یا بیماران با کاهش سطح هوشیاری از طریق لوله معده می‌باشد و رژیم غذایی این بیماران می‌بایست به صورت مایع بوده بطوری که غذا براحتی از لوله معده عبور کند.

## نکاتی که قبل از گاواژ باید رعایت نمود
نکاتی ک قبل از گاواژ باید بدانیم عبارتند از:
1. اگر بیمار دارای لوله تراکئستومی یا لوله تراشه است از نداشتن ترشحات مطمئن شوید در غیر این صورت ابتدا بیمار را ساکشن نموده و سپس عمل گاواژ را انجام دهید.
2. از قرار داشتن سوند معده در داخل معده اطمینان حاصل کنید بطوری که اگر با سرنگ ترشحات معده را بکشیم محتویات معده به داخل سرنگ برگشت یابند.
3. هر ۳ ساعت به میزان ۳۰۰ سی سی مایعات داده شود.
4. بعد از انجام پروسبیجر گاواژ بهتر است نیم تا یک ساعت بیمار بصورت نیمه نشسته باشد.
5. زمان نگهداری لوله معده ۵ تا ۷ روز می‌باشد.
6. جهت تعویض سوند معده به مراکز درمانی مراجعه نماید.
7. غذای بیمار را بعد از ۲۴ ساعت دور بریزید.
8. دمای غذای بیمار همسان با دمای اتاق باشد و از دادن غذای سرد و داغ به بیمار خود داری کنید.

## روش انجام گاواژ
بعد از اطمینان از نداشتن ترشح و قرار گرفتن سوند در معده سوند معده را خم کرده (بطوری که مانع از ورود هوا به داخل معده بیمار شود) و سرنگ را جدا کرده و پیستون داخلی سرنگ را خارج کرده و پوسته سرنگ را به سوند معده وصل می‌کنیم، ۳۰ تا ۵۰ سی سی آب را داخل سرنگ ریخته و سرنگ را به صورت عمودی و به طرف بالا و مستقیم گرفته و قبل از اتمام آب داخل لوله وعده غذایی بیمار را داخل سرنگ می‌ریزیم (دقت داشته باشیم که هوایی داخل لوله بیمار نشود). بعد از اتمام غذا ۳۰ تا ۵۰ سی سی آب را داخل سوند معده ریخته تا لوله معده شسته شود. بعد از انجام گاواژ برای جلوگیری از وارد شدن هوا به معده بیمار، سوند معده را خم کرده و پس از شستشوی سرنگ پیستون را وارد سرنگ نموده و به سوند معده وصل می‌کنیم.

## ساکشن لوله تراشه و لوله تراکئستومی
چه زمانی ساکشن لوله تراشه باید انجام شود؟
این موضوع کاملأ واضح است که ساکشن لوله تراشه باید فقط در صورت نیاز انجام شود.
برخی از مواردی که نیاز است ساکشن لوله تراشه انجام شود عبارتند از:
- افزایش ناگهانی در فشار راه هوایی
- دیدن ترشحات در لوله تراشه
- سرفه‌های مکرر
- بی‌قراری و تنگی نفس

## نکاتی که قبل از ساکشن باید رعایت نمود
1. فیزیوتراپی قفسه سینه بیمار در اولویت اول قرار دارد و بصورت ۲ الی ۳ بار در روز تکرار می‌شود که بصورت ضربه زدن کف دست به نحوی که در ناحیه کف دست یک گودی تشکیل شده باشد که از پایین به بالا باید انجام شود.[۷][۸]
2. برای خارج شدن ترشحات، بیمار را تشویق به سرفه و تنفس عمیق می‌کنیم.
3. بیمارانی که دارای لوله تراکئستومی و سوند معده می‌باشند باید حتماً دهانشویه داده شوند.
4. برای انجام یک ساکشن صحیح باید وسایل لازم (دستگاه ساکشن، سوند ساکشن، سرم شستشو، گاز و دستکش استریل) در دسترس باشد.

## روش انجام ساکشن
بیمار را بصورت خوابیده به پشت و صاف می‌خوابانیم، دستکش استریل را پوشیده و قبل از روشن نمودن دستگاه ساکشن سوند ساکشن (نلاتون) را تا مقدار معین به داخل لوله یا تراک فرستاده و بصورت چرخشی عمل ساکشن را انجام می دهبم. اگر مجدداً نیاز به ساکشن بود یا ترشحات غلیظ بود ۲ تا ۳ سی سی سرم شستشو را داخل لوله تراشه یا تراک ریخته و مجدداً ساکشن را انجام می‌دهیم و باید توجه داشته باشیم که ساکشن بصورت استریل انجام شود.